# Cichlasoma orientale
Cichlasoma orientale, popularmente referido como acará ou acará-comum, é uma espécie da família dos ciclídeos (Cichlidae) e do gênero Cichlasoma. Tem ampla distribuição nas bacias dos rios da região Nordeste do Brasil, onde ocorre nos estados do Maranhão, Ceará, Piauí, Alagoas, Paraíba, Rio Grande do Norte e Pernambuco, bem como numa porção do estado do Pará, na região Norte. Trata-se de uma espécie carnívora, abundante e frequente em sua área de ocorrência, sem ameaças conhecidas que comprometam sua conservação. Sabe-se que está presente em várias áreas de conservação e foi classificada como Pouco Preocupante (LC) pela União Internacional para a Conservação da Natureza (UICN). Foi descrita em 1973 por Sven Kullander.

## Etimologia
O nome genérico Cichlasoma do grego kichlḗ (γῆ), que significa "bodião", e sȭma (σῶμα), que significa "corpo". O nome popular cará ou acará é uma designação comum a diversos peixes da família dos ciclídeos. O termo deriva do tupi aka'ra, no sentido de "escamoso, cascudo", e foi registrado pela primeira vez em 1587.

## Taxonomia e sistemática
Cichlasoma orientale foi descrito pela primeira vez por Sven Kullander em 1983. Seu holótipo é USNM 258642 e sua localidade-tipo é o reservatório de Pentecoste, no sistema do rio Curu, no Ceará.

## Descrição
O comprimento total médio de Cichlasoma orientale é de 11,44 ± 1,14 centímetros, e o peso médio, de 37,8 ± 13,69 gramas. A razão sexual observada é de 1,5 macho para cada fêmea, sendo estas geralmente menores. Não foi identificada correlação entre o tamanho corporal e a fecundidade. O tamanho mínimo de captura recomendado deve ser superior às médias de maturação sexual, estimadas em 7,7 centímetros para fêmeas e 7,9 centímetros para machos. Os machos apresentam crescimento isométrico, enquanto as fêmeas exibem crescimento alométrico negativo.

## Ecologia
A análise do conteúdo estomacal de exemplares coletados no rio Ceará-Mirim por Gurgel et al. (2005) revelou que os principais itens alimentares são vegetais superiores, algas e peixes, seguidos por moluscos, insetos e sedimentos. A espécie é predominantemente carnívora, consumindo também escamas e sementes. O período reprodutivo da espécie parece estender-se de outubro a fevereiro, coincidindo com o início da estação chuvosa. A fecundidade é proporcional ao tamanho corporal, com média de 756,85 ovócitos por lote. A presença de ovócitos em diferentes estágios de desenvolvimento indica um padrão de desova múltipla ou parcelada, ajustado ao regime pluviométrico do semiárido brasileiro. A espécie apresenta cuidado parental.

## Distribuição e habitat
Cichlasoma orientale apresenta distribuição nos rios do nordeste médio-oriental do Brasil, abrangendo áreas entre os estados do Maranhão e Alagoas, nos biomas da Amazônia, Cerrado, Caatinga e Mata Atlântica. Há registros da espécie no Reservatório Taperoá II, situado na bacia do rio Taperoá, na região central da Paraíba. Também ocorre na bacia do rio Piranhas-Açu, entre o Rio Grande do Norte e a Paraíba, bem como em brejos de altitude localizados em Pernambuco e na Paraíba, nas bacias dos rios Ipojuca, Una, São Francisco, Capibaribe, Mundaú, Mamanguape e Paraíba. Apresenta forte associação com a presença de vegetação ripária preservada ao longo das margens dos corpos d'água. No estudo de Beltrão et al. (2009), a espécie foi registrada exclusivamente em locais com cobertura vegetal marginal intacta. É encontrada preferencialmente em águas rasas, onde utiliza macrófitas aquáticas como possíveis áreas de refúgio e alimentação.

## Conservação
A União Internacional para a Conservação da Natureza (UICN) classifica Cichlasoma orientale como pouco preocupante (LC), pois é comum e abundante e amplamente distribuído em sua área de ocorrência. Em 2018, foi classificada como pouco preocupante (LC) no Livro Vermelho da Fauna Brasileira Ameaçada de Extinção do Instituto Chico Mendes de Conservação da Biodiversidade (ICMBio). A espécie está presente em algumas áreas de conservação: a Área de Proteção Ambiental da Chapada do Araripe (APA Chapada do Araripe), a Área de Proteção Ambiental da Serra da Ibiapaba (APA Serra da Ibiapaba), a Área de Proteção Ambiental Bonfim-Guaraíra (APA Bonfim/Guaraíra), a Área de Proteção Ambiental da Baixada Maranhense (APA Baixada Maranhense), a Área de Proteção Ambiental da Serra de Baturité (APA Serra de Baturité), a Área de Proteção Ambiental do Catolé e Fernão Velho (APA Catolé e Fernão Velho), a Estação Ecológica de Aiuaba (ESEC Aiuaba), a Estação Ecológica de Uruçuí-Una (ESEC Uruçuí-Una), o Parque Nacional da Furna Feia (PARNA Furna Feia), o Parque Nacional de Ubajara (PARNA Ubajara), o Parque Nacional Nascentes do Rio Parnaíba (PARNA Nascentes do Rio Parnaíba), a Reserva Particular do Patrimônio Natural Fazenda Santa Clara (RPPN Fazenda Santa Clara), a Reserva Particular do Patrimônio Natural Santa Maria de Tapuã (RPPN Santa Maria de Tapuã) e a Terra Indígena Xukuru (TI Xukuru).